# Lazar Hrebeljanović
Stefan Lazar Hrebeljanović, poznan tudi kot knez Lazar in sveti car Lazar (srbsko Стефан Лазар Хребељановић), srbski knez, vladar Moravske Srbije, legendarni srbski narodni junak in svetnik Srbske pravoslavne cerkve, * 1329, Prilepac, Kosovo, † 28. junij 1389 (po gregorijanskem koledarju), Kosovsko polje, Kosovo.

## Življenjepis
Lazar Hrebeljanović je bil rojen najverjetneje leta 1329 v gradu Prilepac pri Novem Brdu na Kosovu kot sin cesarskega komornika - logoteta Pribaca Hrebeljanoviča, ki je bil po poreklu iz črnogorskega bratstva Grbaljev. Družinsko premoženje Hrebeljanovićev je bilo zelo skromno, saj so posedovali samo gradova Prilepac in Prizrenac, ki ju je dobil v posest Pribac Hrebeljanović od kralja Dušana Nemanjića kot nagrado za službovanje na njegovem dvoru. 
Odraščal je na dvoru carja Dušana v Prizrenu in od Dušanovega naslednika carja Stefana Uroša V. dobil naslov kneza. Uroš je bil kljub cesarskemu naslovu šibek in nepomeben vladar, kar je omogočilo lokalnemu plemstvu, da je na račun centralne oblasti prišlo do velike moči in vpliva.
Leta 1370 je zapustil Prizren in začel utrjevati oblast okrog svojega dvora v Kruševcu v severni Srbiji. Leta 1371 je kljub temu, da je bil vazal Stefana Uroša, zavrnil udeležbo v bitki na Marici, v kateri je glavnino srbske vojske potolkla vojska Osmanskega cesarstva. Kmalu zatem je Stefan Uroš umrl kot zadnji iz dinastije Nemanjićev. S kombinacijo diplomacije, vojaških akcij in družinskih zvez je kot najvplivnejši srbski plemič, ki ni bil osmanski službi, praznino zasedel Lazar Hrebeljanović. Svoje nasledstvo je utrdil s poroko z Milico Nemanjić. Obdržal je manj pomemben naslov knez, kljub temu pa je uporabljal cesarska naslova Stefan in avtokrator. Na bosanskega bana Tvrtka se ni oziral in  se je proglasil za »kralja Stefana Srbov in Bosne«. Tvrtku je priznal samo ceremonialni naslov in si prilastil moč, ki je Nemanjići pred njim  nikoli niso uspeli pridobiti.
Prvi znani osmanski vpad na Lazarjevo ozemlje se je zgodil leta 1381. Lazarjeva podložnika Vitomir in Crep sta v bitki na reki Dubravici v bližini Paraćina Turke porazila, potem pa vse do leta 1386 ni nobenega zapisa o sovražnostih. Tega leta je Lazar mobiliziral več srbskih plemičev, tudi Tvrtka, in njihova vojska je v bitki pri Pločniku potolkla osmansko vojsko pod poveljstvom Muratovega generala Timurtaša in Turke prisilila k umiku južno od Niša. Leta 1388 je večja srbska vojska sodelovala v bitki pri Bileći, v kateri je skupaj z bosansko vojsko ponovno slavila zmago.
Lazar je okrog leta 1380 ustanovil samostan Ravanica, okrog leta 1388 pa še samostan Ljubostinja. 
Leta 1387 je začel zbirati močno srbsko vojsko, v kateri bi morali sodelovati srbski vitezi iz celega kraljestva in bi se morala upreti napadalcem iz Osmanskega cesarstva. Srbska in turška vojska sta se spopadli leta 1389 v slavni bitki na Kosovskem polju, v kateri so bili Lazar in večina srbske politične elite ubiti. Ubit je bil tudi Lazarjev nasprotnik sultan Murat I.

## Posledice
Po Lazarjevi smrti je oblast v Srbiji prevzela njegova vdova Milica, ki je zaradi pomanjkanja vojaške ali gospodarske moči priznala nadoblast Muratovega naslednika, sina Bajazida I. Bajazid pa se je poročil z Lazarjevo hčerko Olivero Despino. Milica se je ukvarjala samo še z notranjimi zadevami, v katerih je naletela na odpor nekaterih preživelih političnih nasprotnikov. Sprožila je obsežno propagandno kampanjo, v kateri ji je bila v veliko pomoč srbska epska poezija, ki so jo sestavljali na dvoru. Iz Lazarjeve smrti so naredlili njegovo vstajenje, Vuka Brankoviča pa so razglasili za izdajalca in glavnega krivca za srbski poraz. 

## Ljudsko izročilo
Srbsko ljudsko izročilo pravi, da je Lazarja pred bitko obiskal angel in mu dal na izbiro zemeljsko ali nebeško kraljestvo, se pravi mirno kapitulacijo ali krvav poraz v bitki na Kosovskem polju:
«...potem se je pred Lazarjem kot siv sokol prikazal prerok Ilija in mu prinesel pismo Matere Božje, v katerem mu je dala na izbiro, da obdrži svoje zemeljsko kraljestvo ali odide v nebeško kreljestvo...«
Lazar se je odločil za nebeško kraljestvo, ki je večno, svojim vojakom pa naj bi rekel: «Umiramo s Kristusom, da bi živeli večno«. 
Kosovska bitka in njegova oporoka sta Srbom pomenili večno zvezo z Bogom, ki so jo podpisali s krvjo kosovskih mučencev. Na Kosovu so Srbi z dušo glasovali za Nebeško kraljestvo in njihova odločitev je bila prava. Od takrat vsi Srbi verjamejo, da so postali božje ljudstvo (srbsko: Небески народ), ljudstvo iz Kristusove Nove zaveze, Srbija pa sveta dežela, del Božjega Novega Izraela. 
Srbska pravoslavna cerkev je Lazarja kanonozirala v svetega Lazarja. Njegov praznik je Vidovdan - 28. junij (po gregorijanskem koledarju) oziroma 15. junij (po julijanskem koledarju). Po njem se imenuje več manjših srbskih pravoslavnih cerkva in misijonov. Njegovi posmrtni ostanki se hranijo v samostanu Ravanica, v katerem se je zgodilo nekaj čudežev, ki jih pripisujejo prav njemu.  

## Družina
Lazar se je okrog leta 1353 poročil z Milico Nemanjić. V zakonu se jma je rodilo najmanj sedem otrok:
- Mara († 12. april 1426), poročena z Vukom Brankovićem
- Stefan Lazarević (* okrog 1377, † 19. julij 1427), knez (1389-1402) in despot (1402-1427)
- Vuk, knez († 6. julij 1410), usmrčen
- Mara ali Dragana († pred julijem 1395), poročena z bolgarskim carjem Ivanom Šišmanom (okrog 1386)
- Teodora († pred 1405), poročena z Nikolo II. Gorjanskim († 1433), sinom Nikole I. Gorjanskega, banom Mačve (od 1387), banom Hrvaške (od 1394) in ogrskim palatinom (od 1410)
- Jelena ali Jela († marec 1433), poročena z
  - Đurađem II Stacimirovićem  iz družine Balšić
  - Sandaljem Hranićem, nečakom Vlatka Vukovića iz družine Kosača
- Olivera Despina (1372, † po letu 1444), od leta 1390 poročena z osmanskim sultanom Bajazidom I.

## Referece
1. ↑  SNAC — 2010.
2. ↑  Nationalencyklopedin — 1999.
3. ↑  ruska Wikipedija — 2001.
4. ↑  »arhivska kopija«. Arhivirano iz prvotnega spletišča dne 26. junija 2009. Pridobljeno 10. avgusta 2009.
5. ↑  srbsko: »Земаљско је за малена царство, а Небеско увијек и довијека!« (Kratkotrajno je zemeljsko kraljestvo, nebeško pa je vedno in večno)

| Vladarski nazivi                              | Vladarski nazivi      | Vladarski nazivi                          |
| --------------------------------------------- | --------------------- | ----------------------------------------- |
| Predhodnik: Stefan Uroš V. car Srbov in Grkov | srbski knez 1371-1389 | Naslednik: Stefan Lazarević srbski despot |